# Baruchowo (gemeente)
De gemeente Baruchowo is een landgemeente in het Poolse woiwodschap Koejavië-Pommeren, in powiat Włocławski.
De zetel van de gemeente is in Baruchowo.
Op 30 juni 2004 telde de gemeente 3598 inwoners.

## Oppervlakte gegevens
In 2002 bedroeg de totale oppervlakte van gemeente Baruchowo 107,05 km², waarvan:
- agrarisch gebied: 53%
- bossen: 38%

De gemeente beslaat 7,27% van de totale oppervlakte van de powiat.

## Demografie
Stand op 30 juni 2004:
| Omschrijving                   | Totaal | Totaal | Vrouwen | Vrouwen | Mannen | Mannen |
| ------------------------------ | ------ | ------ | ------- | ------- | ------ | ------ |
| eenheid                        | aantal | %      | aantal  | %       | aantal | %      |
| inwoners                       | 3598   | 100    | 1801    | 50,1    | 1797   | 49,9   |
| bevolkingsdichtheid (inw./km²) | 33,6   | 33,6   | 16,8    | 16,8    | 16,8   | 16,8   |

In 2002 bedroeg het gemiddelde inkomen per inwoner 1419,22 zł.

## Administratieve plaatsen (sołectwo)
Baruchowo, Boża Wola, Goreń Duży, Grodno, Kłótno, Kurowo-Kolonia, Kurowo-Parcele, Lubaty, Nowa Zawada, Okna, Patrówek, Skrzynki, Świątkowice, Zakrzewo, Zawada-Piaski.

## Aangrenzende gemeenten
Gostynin, Kowal, Lubień Kujawski, Nowy Duninów, Włocławek